# Lienardia rugosa
Lienardia rugosa é uma espécie de gastrópode do gênero Lienardia, pertencente a família Clathurellidae.